# Morten Krogvold

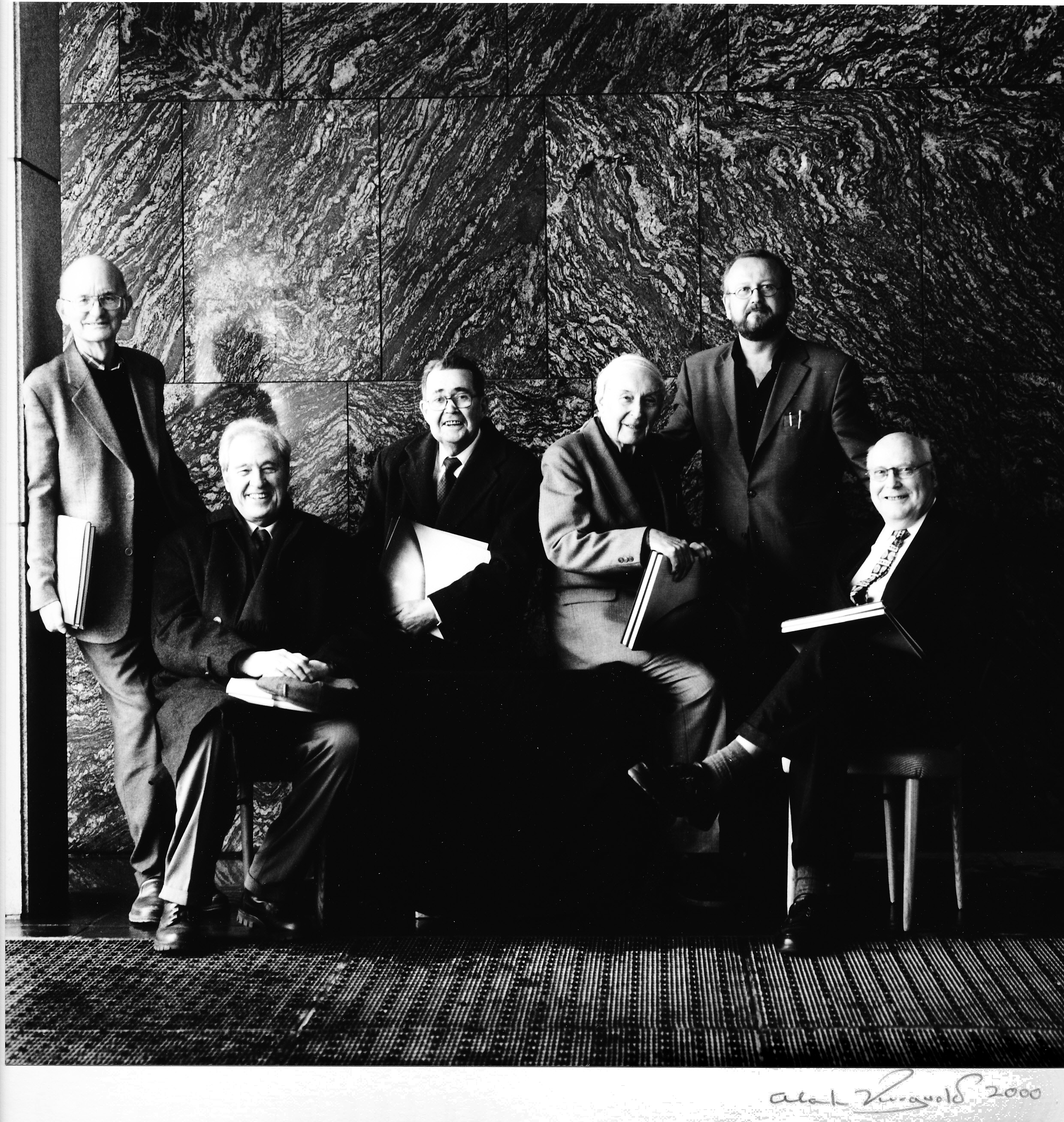
Ředitelé rádia NRK, Olav Nilssen, Halfdan Hegtun, Arne Bonde, Torolf Elster, Tor Fuglevik a Gunnar Gran, 2000

Morten Krogvold (* 3. května 1950, Oslo) je norský fotograf.

## Životopis
Krogvold je známý svými portréty významných umělců a emotivní černobílé krajiny. Řadí se mezi studenty Technické univerzity v Sogne podobně jako Børge Kalvig, Bjørn Winsnes nebo Herdis Maria Siegert. Zúčastnil se řady skupinových výstav doma i v zahraničí. Uspořádal také mnoho výstav samostatných. V roce 1979 byl druhým fotografem v Norsku, který se účastnil každoroční podzimní výstavy. Byl také zastoupen s fotografiemi v roce 1980, 1981 a 1983.
V roce 1979 obdržel Státní stipendium a o rok později tříletý pracovní grant pro umělce. V roce 1989 obdržel cenu fotografie, která byla poprvé udělena v souvislosti se 150. výročím fotografie. V roce 1996 získal Kulturní cenu města Oslo.
Podílel se na výzdobě hotelu Farris Bad v Larviku a Cathinka Guldberg centra v Oslu.
Během několika let vedl řadu kurzů fotografie ve Vågå. Původně byla myšlenka uspořádat čtyři kurzy, ale do května 2020 se jich uskutečnilo 150. Krogvold je známý svým nadšením a schopností fotografii zprostředkovat. Je také známý jako kvalifikovaný kulturní agitátor.
Uspořádal fotografické kurzy v mnoha zemích, jako je Anglie, USA, Itálie, Čína, Jižní Afrika, Irsko, Řecko, Portugalsko, Česká republika a severské země.
Morten Krogvold získal ocenění rytíř Řádu Svatého Olafa (2005). Získal také kulturní cenu města Oslo, Hasselblad Masters a kluturní cenu města Vågå (2004).
V roce 2006 byl Krogvold hostitelem série portrétů Tváří v tvář na NRK 1.

## Portréty
Norští podnikatelé, 2010

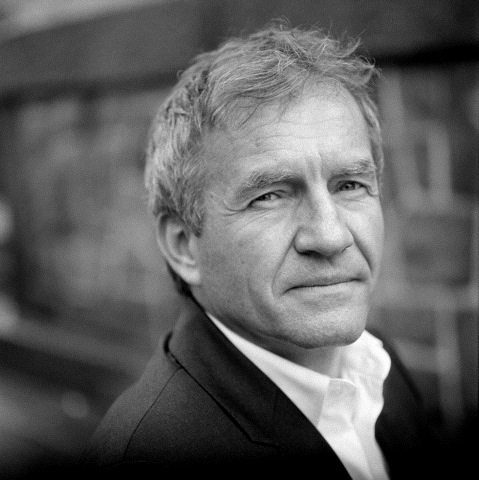
Erik Zimmermann Børresen
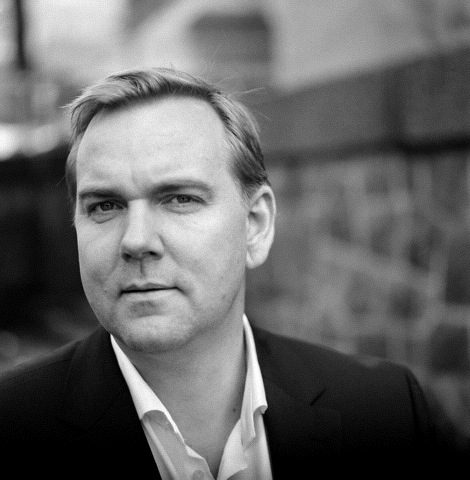
Lasse Kokvik
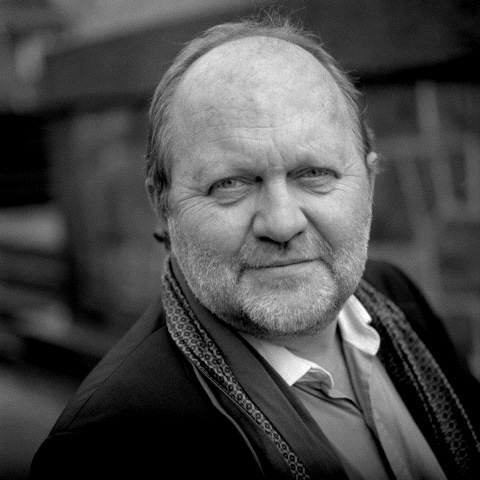
Kalle Lisberg
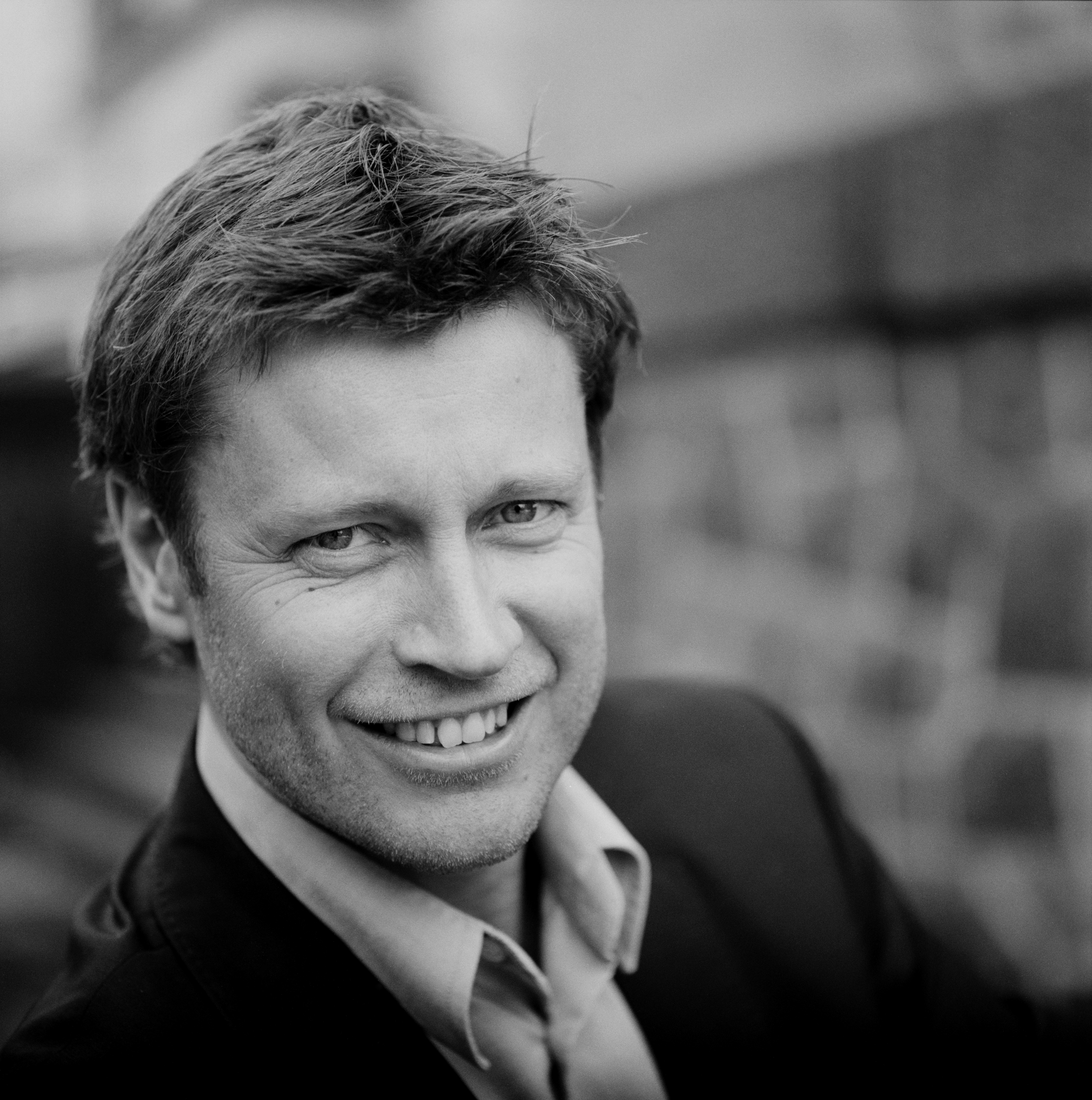
Trygve Rønningen

## Výstavy
Skupinové výstavy
- Høstutstillingen – Oslo (1979, 1980, 1981, 1983)
- 1979 Statens reise og studiestipend
- 1980 Mottatt Statens 3-årige arbeidsstipend for kunstnere
- 1989 Mottaker av Fotografiprisen. Utdelt for første gang i forbindelse med fotografiets 150-årsjubileum.
- 1996 Mottaker av Oslo bys Kunstpris
- 2002 Hasselblad Masters (les mer..)?
- 2004 Oslo Bys Kulturpris/æresprisen
- 2005 Vågå Kommunes Kulturpris
- 1979 Photographies Her & Nå Hennie Onstad-senter, Høvikodden, Norsko
- 1997 Fotografier De magiske bilder, Norsk Fotokunst i Dag, Stavanger Kunstforening. Norsko
- 1998 Fotografier TID, Bílina, ČR
- 2005 Fotografier Ibsens Kvinneskikkelser Stavanger Kulturhus, Norsko

Samostatné výstavy
- 1980 Fotografier Preus fotomuseum, Horten, Norsko
- 1983 Fotografier Galleri F15, Jeløya, Norsko
- 1987 Fotografier International Gallery of art, Peking, Kina
- 1988 Fotografier Trianon de Bagatelle, Paris, Frankrike
- 1992 Fotografier Den Norske Filmfestivalen Haugesund, Norsko
- 1993 Fotografier Fotogalleriet i Oslo, Norsko
- 1993 Fotografier Care for the Elderly National Museum, Monuments, and Art Gallery, Botswana
- 1993 Fotografier Fotomessan , Göteborg, Švédsko
- 1994 Fotografier Billedhuset, København, Danmark
- 1995 Fotografier Royal Academy of Arts, Dublin, Irland
- 1996 Fotografier 100 portretter fra slutten av de første 100 år Filmens Hus, Oslo
- 1996 Fotografier 100 portretter fra slutten av de første 100 år Haugesund Filmfestival
- 1997 Fotografier Solli Bruk, Norsko
- 1997 Fotografier Nordens hus, Reykjavik, Island
- 1997 Fotografier Toronto, Canada
- 1997 Fotografier Alta Museum, Norsko
- 1998 Fotografier Fotobienalen, Søderhamn, Švédsko
- 1999 Fotografier Tid Stenersen Museet, Oslo, Norsko
- 2001 Fotografier Uhakika Kvinnebilder fra Afrika. Rådhusgaleriet, Oslo, Norsko
- 2001 Fotografier, Vandreutstilling i Norsko
- 2002 Fotografier The Hasselblad Center, Göteborg
- 2002 Fotografier Images Weidemannsamlingen, Ringebu
- 2002 Fotografier Dakha, Bangladesh.
- 2002 Fotografier Hasselblad-senteret Göteborg, Švédsko
- 2002 Fotografier Dakha, Bangladesh.
- 2003 Fotografier Ansikt til Ansikt fra TV-serien i NRK, Hennie Onstad Kunstsenter, Høvikodden, Norsko
- 2004 Fotografier Kvinner Care Hennie Onstad Kunstsenter, Høvikodden, Norsko
- 2004–2005 Vandreutstilling i Norsko med Kvinner Care
- 2004 Fotografier Italienske Hemmeligheter, Kirke Kunst Kultur Festival Kristiansund Kunstforening Norsko.
- 2004 Fotografier Italienske Hemmeligheter Bodø domkirke, Norsko
- 2005 Fotografier Bærum Kunstforening Sandvika, Bærum, Norsko

## Knihy
- 1982 Odd Hilt, Bilder gjennom 50 år Samarbeid med Odd Koefoed, Norsko
- 1983 Portretter/Portraits, Norsko
- 1986 Det gjelder livet Landsforeningen mot kreft, Norsko
- 1988 Oslobilder I samarbeid med Tove Nilsen, Norsko
- 1993 Det avgjørende øyeblikk, Norsko
- 1995 Du smiler til meg fra et falmet bilde Samarbeid med Margaret Skjelbred, Norsko
- 1996 100 portretter fra slutten av de første 100 år I sambarbeid med Det Norske Filminstitutt, Norsko (les mer..)
- 1997 No Barriers I samarbeid med Kon-Tiki Museum og Telenor. Norsko
- 2000 Mannsbilder fra Bibelen I samarbeid med Håvard Rem, Norsko
- 2000 Det hvite hus I samarbeid med NRK
- 2000 Fotografier I samarbeid med Norskos Sykepleierforbund Norsko
- 2001 Images I samarbeide med Lexmark Norsko (les mer..)
- 2002 Italienske hemmeligheter I samarbeid med Ranveig Eckhoff, Norsko
- 2003 Ansikt til Ansikt, for NRK Norsko
- 2004 The Yara Story, utgitt av Yara International ASA Norway
- 2004 Kvinner Care, for Care Norsko.
- 2004 Fattig Talt, I samarbeid med Sosial-og helsedirektoratet
- 2005 Fattig Talt, -fra den andre siden I samarbeid med Sosial-og helsedirektoratet
- 2006 Ansikt til Ansikt, for NRK Norsko
- 2007 Photographs 1977-2007, Norsko

## TV-program
- 2003 8 kulturelle TV-program "Ansikt til Ansikt" for NRK 1.
- 2004 "Gullruten" 1. pris for beste TV- dokumentar program for Redningsselskapet "Tett på Redningsselskapet"
- 2006 8 kulturelle TV-program "Ansikt til Ansikt II" for NRK 1.